# Moment of Peace
"Moment of Peace" é uma canção da banda de canto gregoriano alemã Gregorian com a cantora inglesa Amelia Brightman. Foi lançado em 2001 na Edel AG como o único single e também como a faixa de abertura de seu terceiro álbum de estúdio, Masters of Chant Chapter II (2001). É um canto gregoriano e uma canção new age que foi escrita por Amelia Brightman e Carsten Heusmann e produzida por este último e por Jan-Eric Kohrs e Michael Soltau.

## Parada musical
| País/Parada (2001)                    | Melhor posição |
| ------------------------------------- | -------------- |
| Alemanha (Offizielle Deutsche Charts) | 87             |